# Чан Гючхоль
Чан Гючхоль (кор. 장규철; 19 июня 1946, Сеул — 19 апреля 2000) — корейский боксёр наилегчайших весовых категорий, выступал за сборную Южной Кореи во второй половине 1960-х годов. Бронзовый призёр летних Олимпийских игр в Мехико, двукратный чемпион Азии, победитель многих международных турниров и национальных первенств. В период 1970—1974 боксировал на профессиональном уровне, владел титулом чемпиона по версии Азиатской и Тихоокеанской боксёрской федерации.

## Биография
Чан Гючхоль родился 19 июня 1946 года в Сеуле. Активно заниматься боксом начал в раннем детстве, проходил подготовку в местном боксёрском клубе. Первого серьёзного успеха на ринге добился в 1965 году, когда в минимальном весе выиграл золотую медаль на домашнем чемпионате Азии. Два года спустя повторил это достижение в наилегчайшей весовой категории, одержав победу на азиатском первенстве в Коломбо. Благодаря череде удачных выступлений удостоился права защищать честь страны на летних Олимпийских играх 1968 года в Мехико — сумел дойти здесь до стадии полуфиналов, после чего со счётом 1:4 проиграл представителю Уганды Эридади Мукванге.
Получив бронзовую олимпийскую медаль, Чан ещё два года оставался в основном составе южнокорейской сборной, но затем решил попробовать себя среди профессионалов и покинул команду. Его профессиональный дебют состоялся в октябре 1970 года, своего первого соперника он победил по очкам в восьми раундах. В течение последующих месяцев провёл множество удачных поединков и, несмотря на одно поражение, в ноябре 1971 года завоевал титул чемпиона во втором наилегчайшем весе по версии Азиатской и Тихоокеанской боксёрской федерации. Впоследствии защитил выигранный чемпионский пояс семь раз и лишился его только в марте 1974 года, новым обладателем титула стал его соотечественник Ём Дон Гюн, будущий чемпиона мира ВБА. Также Чан встречался с чемпионом мира из Мексики Ромео Анайя, но проиграл ему нокаутом в восьмом раунде.
В 1974 году, потерпев очередное поражение, Чан Гючхоль принял решение завершить карьеру спортсмена. Всего в профессиональном боксе он провёл 22 боя, из них 17 окончил победой (в том числе 5 досрочно), 5 раз проиграл.
Умер 19 апреля 2000 года.